# Kjell Albin Abrahamson
Kjell Olof Albin (Kjell Albin) Abrahamson, född 23 juni 1945 i Östersund, död 22 september 2016 i Gdynia, var en svensk journalist och författare, tillika Sveriges Radios Östeuropakorrespondent under många år.

## Verksamhet
Abrahamson blev filosofie kandidat i litteraturhistoria vid Stockholms universitet år 1974. Under studietiden var han bland annat dramaturg på Sveriges Television. Han var 1974–1976 redaktör vid den statliga radion i Polen, och därefter byrådirektör vid Svenska institutet. Han blev 1983 chef för kulturredaktionen vid Sveriges Radio. 
Under åren 1987–2004 gjorde han sig känd som utrikeskorrespondent, främst i Östeuropa, och var stationerad i Moskva (1987–1990), Warszawa (1993–1996) och Wien (1990–1993, 2000–2004). Han var 1983–1986 president i Svenska Filmakademin. 1988 var han sommarvärd i Sveriges Radio P1. Åren 1998–2000 var han programledare för morgonprogrammen i Sveriges Radio P1.
Han var sedan 1995 utrikesminister i Republiken Jamtlands regering, och skrev regelbundet krönikor i Länstidningen Östersund.
Efter att kollegorna Kerstin Bodell och Kjell Albin Abrahamson båda drabbats av sjukdom, hon av cancer och han av hjärtinfarkt, inledde de en brevväxling som sedan gavs ut i bokform.
I en intervju från juli 2015 framgick det att Abrahamson hade varit med om tre hjärtinfarkter under sitt liv. Under slutet av sitt liv hade han varit bosatt i norra Tyskland, men flyttat tillbaks till sina hemtrakter i Alsens socken.

### Fallet "Arnold"
Abrahamson gick i juli 2010 själv ut i Sveriges Radio P1 och berättade att han av Säpo fått reda på att han varit registrerad som agent för Stasi och att hans täcknamn varit "Arnold". Abrahamson förnekar bestämt att han arbetat för Stasi. Hans vän och tidigare utrikeskorrespondenten Hanus Weber hade varnat honom för att gå ut med informationen med motiveringen att den som hamnat i registren har svårt att rentvå sig, vilket framgår i en radiointervju. Fallet "Arnold" finns med i Birgitta Almgrens 2011 utgivna bok ”Inte bara spioner”. Av Säpos utredning framgår att Abrahamson medger kontakt med personer på DDR:s ambassad, som Säpo visste arbetat för Stasi, men Abrahamson menade att dessa kontakter varit nödvändiga för hans arbete. Säpo ska också 1993 ha fått information av en "mycket känslig med tillförlitlig källa med god insyn i Stasis arbete" om att en journalist med täcknamnet "Arnold" varit registrerad som informell medarbetare från 1980 och en tid framöver. Personen blev dock enligt samma uppgiftslämnare avförd på grund av sina kontakter med Solidaritet. Det är högst troligt att Abrahamson, på grund av sitt mångåriga arbete i det forna Östeuropa och tjänsten på Svenska institutet, har utretts av Stasi, men något bevis för att han ska ha varit agent har inte lagts fram. Säpo lade ner utredningen 2001.

## Familj
Kjell Albin Abrahamson var son till underofficeren vid Norrlands artilleriregemente, John Abrahamson Ellmin (1916–2010) från Alsen och hustrun Margit (född Olsson) (1918–1982). Han var från 1972 gift med textilkonstnären Urszula von Sychowski.
Han är gravsatt i familjegraven på Alsens nya kyrkogård.

## Priser och utmärkelser
- 2002 – Jamtamots hederspris[15]
- 2005 – Sydsvenska Dagbladets Europapris[16]
- 2005 – Stiftelsen Staten och Rättens journalistpris [17]
- 2006 – Jolopriset[18]
- 2007 – Smålands Akademis pris till Dag Hammarskjölds minne [19][20]
- 2009 – Newsweek Polska Award [21]
- 2013 – Filosofie hedersdoktor vid Uppsala universitet [22]
- 2015 – H.M. Konungens Medalj "för betydande insatser som författare och journalist"